# 오리온 15호
오리온 15호(Orion 15)는 컨스텔레이션 계획의 일부였던, 유인 우주선계획이다. 1972년 아폴로 17호가 마지막으로 유인 달 비행을 한 이후 다시 2019년 6월경에 달을 탐사할 예정이었으나 컨스텔레이션 계획이 취소되면서 함께 취소되었다.